# Tour de Himmelfart
Tour de Himmelfart er et årligt etapeløb i landevejscykling, der er blevet kørt omkring Odder i Kristi himmelfartsferien siden 2003, med Odder Cykel Klub som arrangør.
Det regnes som et af Europas største cykelløb for drenge og piger i alderen 9-18 år. I 2017 deltog 765 ryttere fra otte forskellige nationer.
Den 18. udgave af Tour de Himmelfart blev i 2020 aflyst, på grund af den coronaviruspandemi som ramte verden det år. Af samme grund blev løbet i 2021 også aflyst.

## Ulykke
Ved 2019-udgaven af løbet døde den 18-årige landsholdsrytter Andreas Byskov Sarbo efter enkeltstarten, da en 27-årig kvindelig bilist kørte forbi afspærringerne, og frontalt ind i cykelrytteren.

## Vindere af U19-herrer
| År   | Vinder                 | Toer                       | Treer                        |
| ---- | ---------------------- | -------------------------- | ---------------------------- |
| 2003 | Christian Knørr        | Kim Nielsen                | Arjen de Baat                |
| 2004 | Fredrik Johansson      | Johan Lindgren             | Kristian Skov                |
| 2005 | Thomas Kvist           | Thomas Riber Sellebjerg    | Thomas Kristiansen           |
| 2006 | Ricky Jørgensen        | Stefan Kelderman           | Savie Van Horik              |
| 2007 | Kasper Christensen     | Ricky Jørgensen            | Ole Haavardsholm             |
| 2008 | Lars Frydenlund Jensen | Marius Andre Hafsås        | Mathias Frostholm Kristensen |
| 2009 | Pelle Clapp            | Kristian Haugaard Jensen   | Jesper Kousgaard             |
| 2010 | Michael Valgren        | Jesper Kousgaard           | Kim Magnusson                |
| 2011 | Rasmus Hestbek Lund    | Mads Würtz Schmidt         | Martin Grøn                  |
| 2012 | Nicklas Bøje Pedersen  | Odd Christian Eiking       | Patrick Olesen               |
| 2013 | Mathias Krigbaum       | Pontus Kastemyr            | Mathias Rask                 |
| 2014 | Anders Hardahl         | Andreas Hyldgaard Jeppesen | Kasper Andersen              |
| 2015 | Anthon Charmig         | Rasmus Lund Pedersen       | Mathias Norsgaard            |
| 2016 | Julius Johansen        | Joakim Lisson              | Jeppe Hanssing               |
| 2017 | Julius Johansen        | Johan Price-Pejtersen      | Mathias Larsen               |
| 2018 | Enzo Leijnse           | Oliver Wulff Frederiksen   | Jacob Hindsgaul              |
| 2019 | Adam Holm Jørgensen    | Gleb Karpenko              | Jonathan Ahlsson             |
| 2022 | Tobias Skretting       | Frederik Emil Just         | Alfred Grenaae               |
| 2023 | Herman Emil Eriksen    | Nikolai Rysletten-Solvoll  | Otto Schultz Jølving         |
| 2024 | Magnus Carstensen      | Carl Emil Just Pedersen    | Aksel Storm                  |
| 2025 | Malthe Risbjerg        | Aksel Storm                | Alexander Nørskov Larsen     |